# برنارد ژان بتلهایم
برنارد ژان بتلهایم (ژاپنی: 伯徳令؛ ۱ ژانویهٔ ۱۸۱۱ – ۹ فوریهٔ ۱۸۷۰) مبلغ مذهبی، و جراح اهل پادشاهی متحد بریتانیای کبیر و ایرلند بود.